# Tres ciudades (Bautista)
Tres Ciudades va ser una obra que va escriure el compositor madrileny Julián Bautista. Va ser escrita entre Madrid i València el maig de l'any 1937.

## Descripció i context històric
Tres Ciudades va ser escrita l'any 1937 en plena Guerra Civil. Bautista la va escriure en homenatge al poeta andalús Federico García Lorca, poc després que el feixisme l'assassinés.

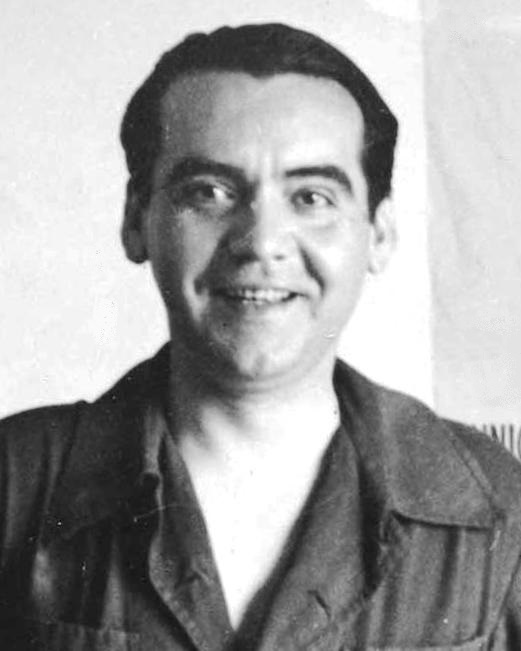
Lorca, autor del text de l'obra.

L'obra està basada en Tres Ciudades, un conjunt de tres poemes que formen part del llibre Poema del Canto Jondo que Lorca va escriure l'any 1921. Bautista va escollir aquests tres poemes i els va musicar i instrumentar.
Julián Bautista, estava força compromès amb el règim republicà i això el va portar a assumir diverses activitats tant a Madrid al començament de la Guerra, com més tard a València o a Barcelona. El Govern republicà havia creat Consell Central de la Música des d'on el compositor desenvolupava les seves activitats. Al començament de la Guerra, va presentar a València la instrumentació de Dos evocaciones, una obra del compositor castellà Antonio José, que havia sigut recentment afusellat prop de Burgos.
En aquesta línia d'homenatge a companys seus assassinats pels colpistes feixistes, va escriure Tres Ciudades que, un cop orquestrada, va ser seleccionada per la Societat Internacional de Música Contemporània i presentada a Londres on va ser estrenada.
El primer cop que l'obra va ser interpretada va ser el 14 de maig de 1938 a Barcelona amb Mercè Plantada a la veu i l'Orquesta Nacional de Conciertos dirigida per Lamote de Grignon.

## Estructura i instrumentació
L'obra consta de tres parts:
1. Malagueña
2. Barrio de Córdoba (Tópico Nocturno)
3. Baile (Sevilla)

Instrumentació: Veu (contralt o mezzosoprano) i piano. Més endavant també en va escriure la versió per veu i orquestra simfònica (editada pel Consell Central de la Música del Ministeri d'Instrucció Pública i Belles Arts de Barcelona).